# Новый Каир
Новый Каир (араб. القاهرة الجديدة‎) — новый город в Египте площадью около 30 тысяч гектар, расположенный на юго-востоке мухафазы Каир, в 25 километрах от Маади. Основан указом президента № 191 в 2000 году неподалёку от Каира с целью разгрузить последний.
Расположен на территории старого города Хелуан, между Маади и Гелиополем. Новый Каир находится на высоте 250—307 метров над уровнем моря.
Допустимое число жителей в городе 5 миллионов человек. Наряду с городом 6-го октября Новый Каир создан с целью снижения перенаселённости Каира. 
В 25 км от города находится самый высокий флагшток мира.

## История

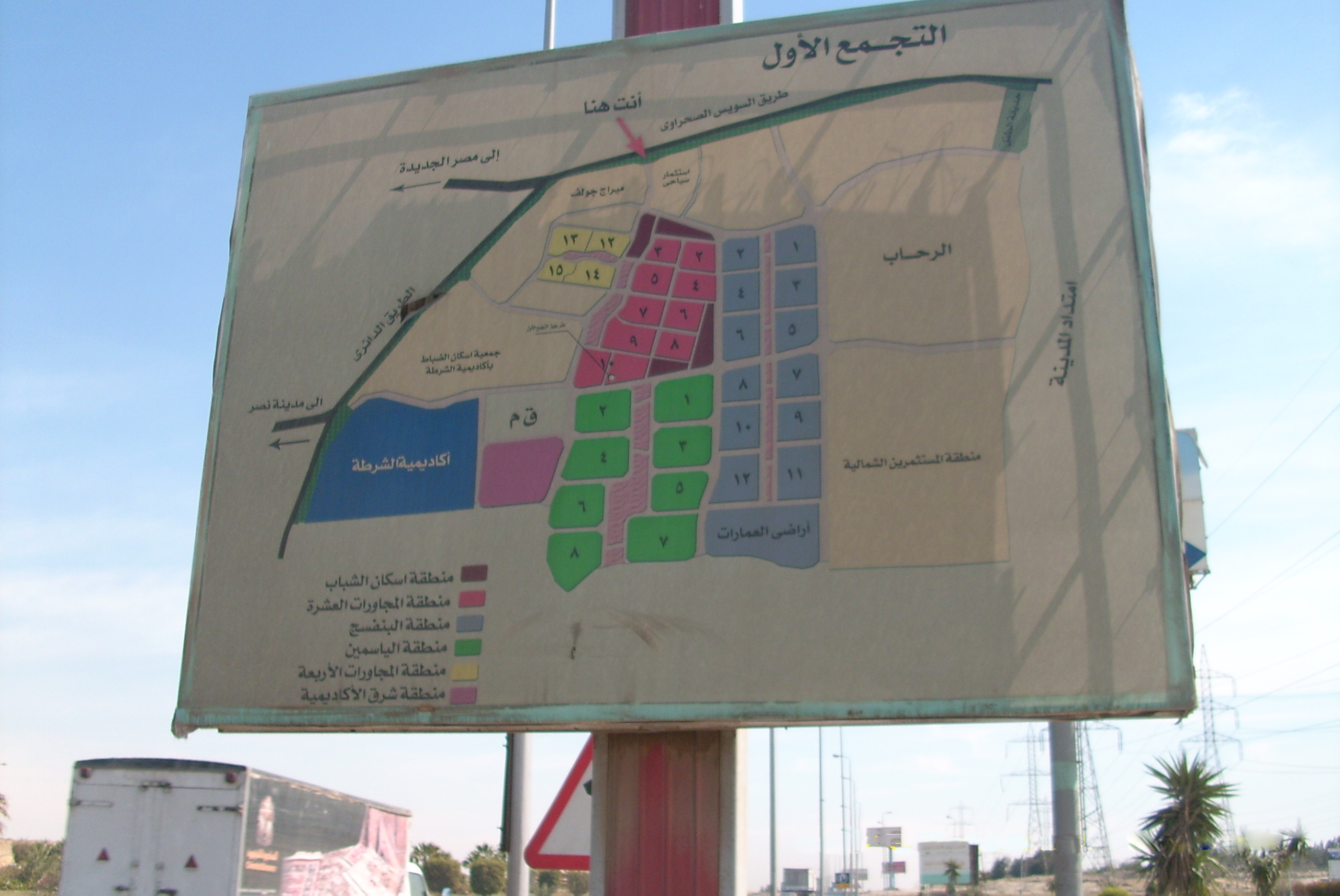
Карта Нового Каира

27 апреля 2016 года президент Египта Абдель Фаттах Аль-Сиси торжественно открыл административное учреждение Министерства Внутренних Дел в Новом Каире. Комплекс занимает 52 тысячи м2.

## География
Особое значение для геологов имеет природный объект «Окаменелый лес», объявленный в 1989 году защищённой территорией.

## Погода
Высотное расположение и низкая населённость, сравнительно с Каиром, создают в Новом Каире прохладную погоду.

## Экономика и коммунальные услуги

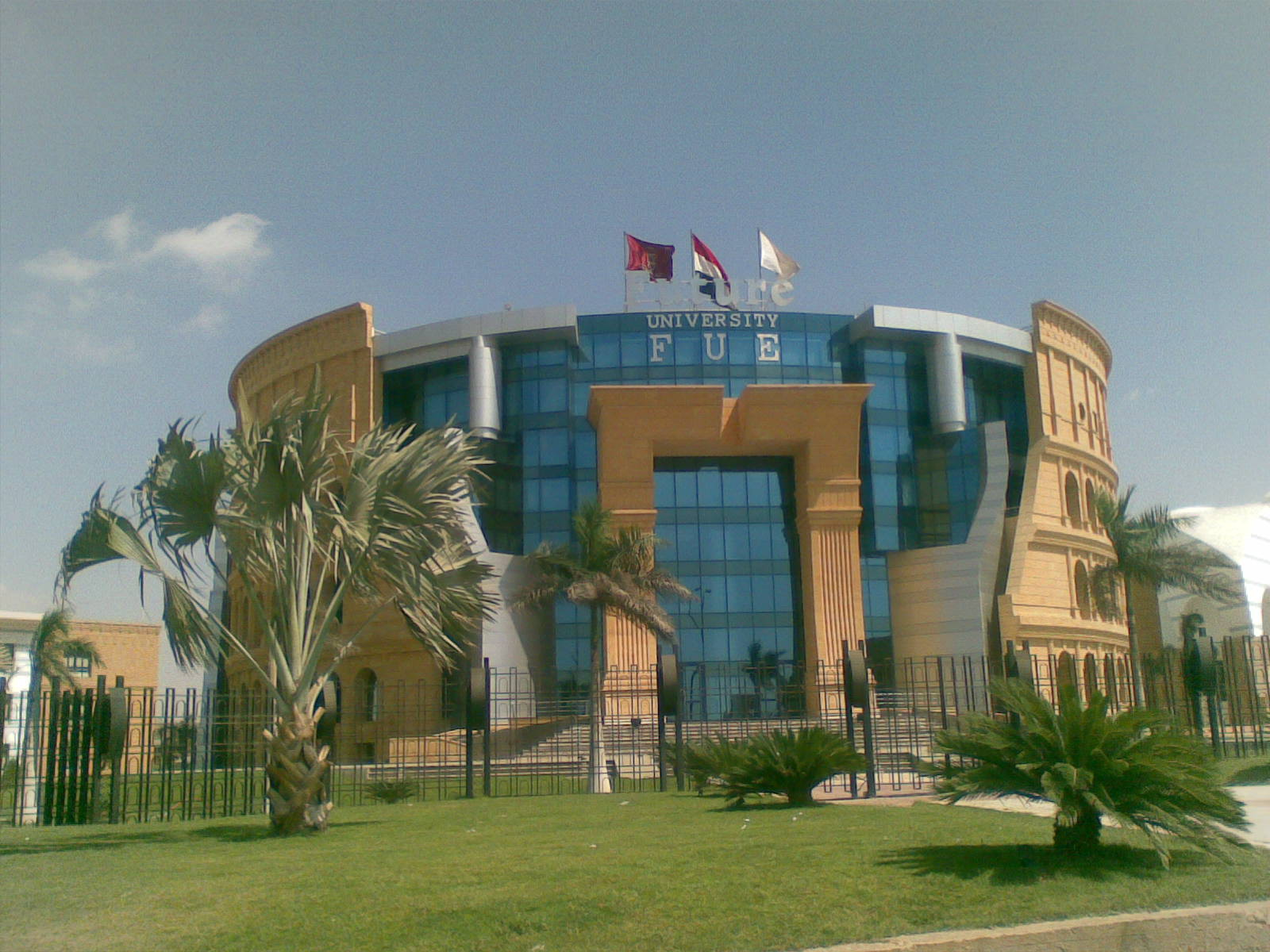
Административное здание Университет будущего в Египте

В Новом Каире построена дюжина заводов. Энергетическими поставками занимается General Electric в сотрудничестве с Американским университетом. El Sewedy Electric находится в пятом поселении города.
Новый Каир соединён с другими городами разветвлённой автомобильной сетью, но не имеет метро. Питьевая вода поступает из соседнего Эль-Убура.
В районе Катамея находится поле для гольфа и теннисный корт.
На въезде в Новый Каир устроен развлекательный центр Cairo Festival City площадью 285 га с парками, бассейнами, садами, офисными помещениями, торговыми центрами и танцующим фонтаном.
Спрос на недвижимость в Новом Каире высок. Цена за квадратный метр квартиры достигает 8000 египетских фунтов, а для вилл — 16000 египетских фунтов.

## Культовые сооружения
В городе построены несколько мечетей и один храм Девы Марии в пятом поселении. Здесь также имеется Коптский монастырь Святого Иоанна. В сентябре 2016 года президент одобрил строительство в городе новой Коптской Православной Церкви.